# Jean Morange
Pour les articles homonymes, voir Morange.
Jean Morange, né en 1946 à Limoges, est un juriste et professeur français de droit public.

## Biographie
Après des études de droit à la Faculté de droit et de sciences économiques de Paris, il a soutenu sa thèse de doctorat d'État en 1974 sur « La liberté d'association en droit public français » à l'université Panthéon-Assas (publiée aux PUF en 1977, par la Faculté de droit de Limoges) ; puis il a été reçu au concours d'agrégation de droit public et science politique de 1974.
Jean Morange est professeur à l'université de Limoges depuis 2009 et professeur à l'Institut catholique de Paris où il assure le cours de droit des libertés fondamentales.
Il avait occupé successivement les fonctions suivantes :
- Assistant et maître de conférences à l'université Paris-Nanterre de 1969 à 1974 ;
- Professeur à la Faculté de droit et de sciences économiques de Limoges de 1975 à 1994 ;
- Professeur à l'université Panthéon-Assas (Paris II) de 1994 à 2009, où il assurait le cours de droit des libertés fondamentales, en licence 3 et en doctorat.

Il est spécialiste des droits de l'homme et des libertés publiques. Ses recherches portent principalement sur la liberté d'association, la liberté d'expression et la laïcité de l'État.
Le 16 mars 2013, il se prononce contre l'adoption de la loi ouvrant le mariage aux couples de même sexe en signant une pétition de 170 professeurs et maîtres de conférences en droit des universités françaises.

## Principales publications
- L'idée de municipalité de canton de l'an III à nos jours, Paris, PUF, 1971.
- Le mouvement de réforme de l'enseignement à la fin de l'Ancien régime, Paris, PUF, 1974.
- Les libertés publiques[3], Paris, PUF, coll. « Que sais-je ? », no 1804, 2007 (avec une traduction espagnole et roumaine)
- La Déclaration des droits de l'Homme et du citoyen, Paris, PUF, coll. « Que sais-je ? », no 2408, 1993, 3e édition (avec une traduction japonaise en 1992)
- La liberté d'expression, Paris, PUF, coll. « Que sais-je ? », no 2751, 1993, 1re édition.
- La Liberté d'expression, Bruylant, 2009.